# Onocephala lacordairei
Onocephala lacordairei är en skalbaggsart som beskrevs av Dillon 1946. Onocephala lacordairei ingår i släktet Onocephala och familjen långhorningar. Inga underarter finns listade i Catalogue of Life.